# Lengyelország az 1964. évi nyári olimpiai játékokon
Lengyelország a japán Tokióban megrendezett 1964. évi nyári olimpiai játékok egyik részt vevő nemzete volt. Az országot az olimpián 12 sportágban 140 sportoló képviselte, akik összesen 23 érmet szereztek.

## Érmesek
| Érem  | Versenyző | Sportág    | Versenyszám           |
| ----- | --- | ---------- | --------------------- |
| Arany | Józef Szmidt | Atlétika   | Férfi hármasugrás     |
| Arany | Teresa Ciepły Irena Kirszenstein Ewa Kłobukowska Halina Richter | Atlétika   | Női 4 × 100 m váltó   |
| Arany | Józef Grudzień | Ökölvívás  | Könnyűsúly            |
| Arany | Jerzy Kulej | Ökölvívás  | Kisváltósúly          |
| Arany | Marian Kasprzyk | Ökölvívás  | Váltósúly             |
| Arany | Waldemar Baszanowski | Súlyemelés | 67,5 kg               |
| Arany | Egon Franke | Vívás      | Férfi tőr, egyéni     |
| Ezüst | Marian Dudziak Marian Foik Wiesław Maniak Andrzej Zieliński | Atlétika   | Férfi 4 × 100 m váltó |
| Ezüst | Irena Kirszenstein | Atlétika   | Női 200 m             |
| Ezüst | Teresa Ciepły | Atlétika   | Női 80 m gát          |
| Ezüst | Irena Kirszenstein | Atlétika   | Női távolugrás        |
| Ezüst | Artur Olech | Ökölvívás  | Légsúly               |
| Ezüst | Egon Franke Ryszard Parulski Janusz Różycki Zbigniew Skrudlik Witold Woyda | Vívás      | Férfi tőr, csapat     |
| Bronz | Andrzej Badeński | Atlétika   | Férfi 400 m           |
| Bronz | Ewa Kłobukowska | Atlétika   | Női 100 m             |
| Bronz | Józef Grzesiak | Ökölvívás  | Nagyváltósúly         |
| Bronz | Tadeusz Walasek | Ökölvívás  | Középsúly             |
| Bronz | Zbigniew Pietrzykowski | Ökölvívás  | Félnehézsúly          |
| Bronz | Nemzeti válogatott Hanna Krystyna Busz Krystyna Czajkowska-Rawska Marianna Golimowska Barbara Hermela-Niemczyk Krystyna Jakubowska Danuta Kordaczuk Krystyna Krupa Józefa Ledwig Jadwiga Marko-Książek Jadwiga Rutkowska Maria Śliwka Zofia Szczęśniewska | Röplabda   | Női                   |
| Bronz | Mieczysław Nowak | Súlyemelés | 60 kg                 |
| Bronz | Marian Zieliński | Súlyemelés | 67,5 kg               |
| Bronz | Ireneusz Paliński | Súlyemelés | 90 kg                 |
| Bronz | Emil Ochyra Jerzy Pawłowski Andrzej Piątkowski Wojciech Zabłocki Ryszard Zub | Vívás      | Férfi kard, csapat    |

## Atlétika
Férfi
| Versenyző                                                             | Versenyszám     | Előfutam | Előfutam | Előfutam | Negyeddöntő | Negyeddöntő | Negyeddöntő | Elődöntő | Elődöntő | Elődöntő | Döntő    | Döntő    |
| Versenyző                                                             | Versenyszám     | Idő      | Hely.    | Össz.    | Idő         | Hely.       | Össz.       | Idő      | Hely.    | Össz.    | Idő      | Helyezés |
| --------------------------------------------------------------------- | --------------- | -------- | -------- | -------- | ----------- | ----------- | ----------- | -------- | -------- | -------- | -------- | -------- |
| Marian Dudziak                                                        | 100 m           | 10,60    | 1.       | 19.**    | 10,52       | 6.          | 17.         | kiesett  | kiesett  | kiesett  | kiesett  | kiesett  |
| Wiesław Maniak                                                        | 100 m           | 10,57    | 1.       | 14.*     | 10,35       | 2.          | 3.          | 10,15    | 2.       | 2.       | 10,42    | 4.       |
| Zbigniew Syka                                                         | 100 m           | 10,79    | 5.       | 40.***   | kiesett     | kiesett     | kiesett     | kiesett  | kiesett  | kiesett  | kiesett  | kiesett  |
| Marian Foik                                                           | 200 m           | 21,11    | 1.       | 7.*      | 21,08       | 2.          | 4.          | 20,94    | 4.       | 7.       | 20,83    | 6.       |
| Andrzej Zieliński                                                     | 200 m           | 21,24    | 2.       | 12.      | 21,59       | 5.          | 20.         | kiesett  | kiesett  | kiesett  | kiesett  | kiesett  |
| Andrzej Badeński                                                      | 400 m           | 46,46    | 1.       | 4.       | 46,51       | 1.          | 4.          | 46,21    | 2.       | 4.       | 45,64    |          |
| Ireneusz Kluczek                                                      | 400 m           | 47,35    | 4.       | 26.      | kiesett     | kiesett     | kiesett     | kiesett  | kiesett  | kiesett  | kiesett  | kiesett  |
| Stanisław Swatowski                                                   | 400 m           | 47,6     | 5.       | 31.      | kiesett     | kiesett     | kiesett     | kiesett  | kiesett  | kiesett  | kiesett  | kiesett  |
| Witold Baran                                                          | 1500 m          | 3:45,3   | 1.       | 12.      |             |             |             | 3:38,9   | 2.       | 2.       | 3:40,3   | 6.       |
| Lech Boguszewicz                                                      | 5000 m          | 13:52,8  | 4.       | 7.       |             |             |             |          |          |          | kiesett  | kiesett  |
| Bogusław Gierajewski                                                  | 400 m gát       | 52,8     | 5.       | 23.*     |             |             |             | kiesett  | kiesett  | kiesett  | kiesett  | kiesett  |
| Edward Szklarczyk                                                     | 3000 m akadály  | 8:48,0   | 8.       | 15.      |             |             |             |          |          |          | kiesett  | kiesett  |
| Mieczysław Rutyna                                                     | 20 km gyaloglás |          |          |          |             |             |             |          |          |          | 1:48:41  | 26.      |
| Mieczysław Rutyna                                                     | 50 km gyaloglás |          |          |          |             |             |             |          |          |          | kizárták | kizárták |
| Andrzej Zieliński Wiesław Maniak Marian Foik Marian Dudziak           | 4 × 100 m váltó | 39,96    | 2.       | 4.       |             |             |             | 39,63    | 2.       | 3.       | 39,36    |          |
| Marian Filipiuk Ireneusz Kluczek Stanisław Swatowski Andrzej Badeński | 4 × 400 m váltó | 3:07,2   | 2.       | 6.       |             |             |             |          |          |          | 3:05,3   | 6.       |

| Versenyző              | Versenyszám   | Selejtező                | Selejtező                | Döntő    | Döntő    |
| Versenyző              | Versenyszám   | Eredmény                 | Helyezés                 | Eredmény | Helyezés |
| ---------------------- | ------------- | ------------------------ | ------------------------ | -------- | -------- |
| Edward Czernik         | Magasugrás    | 206 cm                   | 3.**                     | 206 cm   | 11.      |
| Włodzimierz Sokołowski | Rúdugrás      | érvényes kísérlet nélkül | érvényes kísérlet nélkül | kiesett  | kiesett  |
| Andrzej Stalmach       | Távolugrás    | 746 cm                   | 11.                      | 726 cm   | 8.       |
| Jan Jaskólski          | Hármasugrás   | 16,10 m                  | 6.                       | 15,82 m  | 12.      |
| Józef Szmidt           | Hármasugrás   | 16,18 m                  | 5.                       | 16,85 m  |          |
| Władysław Komar        | Súlylökés     | 18,05 m                  | 7.*                      | 18,20 m  | 9.       |
| Alfred Sosgórnik       | Súlylökés     | 17,75 m                  | 15.                      | kiesett  | kiesett  |
| Zenon Begier           | Diszkoszvetés | 56,31 m                  | 7.                       | 57,06 m  | 6.       |
| Edmund Piątkowski      | Diszkoszvetés | 55,22 m                  | 9.                       | 55,81 m  | 7.       |
| Olgierd Ciepły         | Kalapácsvetés | 63,66 m                  | 14.                      | 64,83 m  | 8.       |
| Tadeusz Rut            | Kalapácsvetés | 65,03 m                  | 6.                       | 64,52 m  | 10.      |
| Zdzisław Smoliński     | Kalapácsvetés | 66,00 m                  | 4.                       | 62,90 m  | 14.      |
| Władysław Nikiciuk     | Gerelyhajítás | 73,45 m                  | 8.                       | 73,11 m  | 9.       |
| Janusz Sidło           | Gerelyhajítás | 76,93 m                  | 2.                       | 80,17 m  | 4.       |

Női
| Versenyző                                                       | Versenyszám     | Előfutam | Előfutam | Előfutam | Negyeddöntő | Negyeddöntő | Negyeddöntő | Elődöntő | Elődöntő | Elődöntő | Döntő   | Döntő    |
| Versenyző                                                       | Versenyszám     | Idő      | Hely.    | Össz.    | Idő         | Hely.       | Össz.       | Idő      | Hely.    | Össz.    | Idő     | Helyezés |
| --------------------------------------------------------------- | --------------- | -------- | -------- | -------- | ----------- | ----------- | ----------- | -------- | -------- | -------- | ------- | -------- |
| Ewa Kłobukowska                                                 | 100 m           | 11,45    | 1.       | 2.       | 11,4        | 1.          | 2.**        | 11,42    | 2.       | 2.       | 11,64   |          |
| Halina Richter                                                  | 100 m           | 11,56    | 2.       | 6.       | 11,5        | 2.          | 5.***       | 11,74    | 4.       | 8.*      | 11,83   | 7.       |
| Barbara Janiszewska                                             | 100 m           | 11,89    | 2.       | 18.*     | 11,84       | 5.          | 22.         | kiesett  | kiesett  | kiesett  | kiesett | kiesett  |
| Barbara Janiszewska                                             | 200 m           | 24,19    | 2.       | 9.       |             |             |             | 23,78    | 4.       | 7.       | 23,97   | 6.       |
| Irena Kirszenstein                                              | 200 m           | 23,82    | 1.       | 3.       |             |             |             | 23,62    | 2.       | 3.       | 23,13   |          |
| Teresa Ciepły                                                   | 80 m gát        | 10,73    | 3.       | 5.       |             |             |             | 10,77    | 2.       | 7.       | 10,55   |          |
| Maria Piątkowska                                                | 80 m gát        | 10,67    | 1.       | 2.       |             |             |             | 10,75    | 4.       | 5.       | 10,76   | 6.       |
| Teresa Ciepły Irena Kirszenstein Halina Richter Ewa Kłobukowska | 4 × 100 m váltó | 44,62    | 1.       | 1.       |             |             |             |          |          |          | 43,69   |          |

| Versenyző              | Versenyszám | Selejtező | Selejtező | Döntő    | Döntő    |
| Versenyző              | Versenyszám | Eredmény  | Helyezés  | Eredmény | Helyezés |
| ---------------------- | ----------- | --------- | --------- | -------- | -------- |
| Jarosława Jóźwiakowska | Magasugrás  | 170 cm    | 5.*       | 171 cm   | 10.      |
| Irena Kirszenstein     | Távolugrás  | 643 cm    | 3.        | 660 cm   |          |

* - egy másik versenyzővel azonos időt/eredményt ért el

** - két másik versenyzővel azonos időt/eredményt ért el

*** - négy másik versenyzővel azonos időt ért el

## Birkózás
Kötöttfogású
| Versenyző          | Versenyszám | 1. forduló                     | 2. forduló                    | 3. forduló                           | 4. forduló                   | 5. forduló               | Döntő                                                                                  | Helyezés    |
| Versenyző          | Versenyszám | Ellenfél Eredmény              | Ellenfél Eredmény             | Ellenfél Eredmény                    | Ellenfél Eredmény            | Ellenfél Eredmény        | Ellenfél Eredmény                                                                      | Helyezés    |
| ------------------ | ----------- | ------------------------------ | ----------------------------- | ------------------------------------ | ---------------------------- | ------------------------ | -------------------------------------------------------------------------------------- | ----------- |
| Bernard Knitter    | 57 kg       | Siavash Shafizadeh (IRI) · 1-3 | Ion Cernea (ROU) · 3-1        | Vlagyimir Trosztyanszkij (URS) · 3-1 | kiesett                      | kiesett                  | kiesett                                                                                | helyezetlen |
| Kazimierz Macioch  | 63 kg       | Roman Rurua (URS) · 3-1        | Bandu Patil (IND) · kizárták  | Joseph Mewis (BEL) · 1-3             | Szakurama Kódzsi (JPN) · 3-1 | kiesett                  | kiesett                                                                                | helyezetlen |
| Bolesław Dubicki   | 78 kg       | Russell Camilleri (USA) · 1-3  | Albert Michiels (BEL) · 1-3   | Helmut Längle (AUT) · 1-3            | Rizmayer Antal (HUN) · 2-2   | Kiril Petkov (BUL) · 2-2 | 1. mérkőzés · Anatolij Koleszov (URS) · 3-1 · 3. mérkőzés · Bertil Nyström (SWE) · 2-2 | 4.          |
| Czesław Kwieciński | 87 kg       | Lothar Metz (EUA) · 3-1        | Valentyin Olenyik (URS) · 3-1 | kiesett                              | kiesett                      | kiesett                  | kiesett                                                                                | helyezetlen |
| Lucjan Sosnowski   | 97 kg       | Nicolae Martinescu (ROU) · 2-2 | Petar Cucić (YUG) · 2-2       | Adelmo Bulgarelli (ITA) · 3-1        | kiesett                      | kiesett                  | kiesett                                                                                | helyezetlen |

## Evezés
| Versenyző                                                                                         | Versenyszám              | Előfutam | Előfutam | Vigaszág | Vigaszág | Döntő   | Döntő   | Döntő   | Helyezés    |
| Versenyző                                                                                         | Versenyszám              | Idő      | Hely.    | Idő      | Hely.    | Típus   | Idő     | Hely.   | Helyezés    |
| ------------------------------------------------------------------------------------------------- | ------------------------ | -------- | -------- | -------- | -------- | ------- | ------- | ------- | ----------- |
| Eugeniusz Kubiak                                                                                  | Egypárevezős             | 8:08,96  | 3.       | 7:44,75  | 3.       | kiesett | kiesett | kiesett | helyezetlen |
| Czesław Nawrot Alfons Ślusarski                                                                   | Kormányos nélküli kettes | 7:47,02  | 4.       | 7:35,82  | 2.       | B       | 7:08,38 | 2.      | 8.          |
| Kazimierz Naskręcki Marian Siejkowski Stanisław Kozera (kormányos)                                | Kormányos kettes         | 7:55,79  | 1.       | erőnyerő | erőnyerő | A       | 8:40,00 | 6.      | 6.          |
| Szczepan Grajczyk Marian Leszczyński Ryszard Lubicki Andrzej Nowaczyk Jerzy Pawłowski (kormányos) | Kormányos négyes         | 6:58,64  | 3.       | 7:11,74  | 1.       | A       | 7:28,15 | 6.      | 6.          |

## Kajak-kenu
Férfi
| Versenyző                                                           | Versenyszám         | Előfutam | Előfutam | Vigaszág | Vigaszág | Elődöntő | Elődöntő | Döntő   | Döntő    |
| Versenyző                                                           | Versenyszám         | Idő      | Hely.    | Idő      | Hely.    | Idő      | Hely.    | Idő     | Helyezés |
| ------------------------------------------------------------------- | ------------------- | -------- | -------- | -------- | -------- | -------- | -------- | ------- | -------- |
| Władysław Szuszkiewicz                                              | Kajak egyes 1000 m  | 4:06,48  | 1.       | erőnyerő | erőnyerő | 4:08,51  | 4.       | kiesett | kiesett  |
| Władysław Zieliński Stefan Kapłaniak                                | Kajak kettes 1000 m | 3:47,71  | 4.       | 3:52,49  | 3.       | 3:49,24  | 4.       | kiesett | kiesett  |
| Stanisław Jankowiak Ryszard Marchlik Rafał Piszcz Robert Ruszkowski | Kajak négyes 1000 m | 3:28,14  | 5.       | 3:22,84  | 2.       | 3:25,43  | 4.       | kiesett | kiesett  |

Női
| Versenyző                                                  | Versenyszám        | Előfutam | Előfutam | Vigaszág | Vigaszág | Döntő   | Döntő    |
| Versenyző                                                  | Versenyszám        | Idő      | Hely.    | Idő      | Hely.    | Idő     | Helyezés |
| ---------------------------------------------------------- | ------------------ | -------- | -------- | -------- | -------- | ------- | -------- |
| Daniela Walkowiak-Pilecka                                  | Kajak egyes 500 m  | 2:13,38  | 5.       | 2:14,71  | 2.       | 2:17,52 | 7.       |
| Izabella Antonowicz-Szuszkiewicz Daniela Walkowiak-Pilecka | Kajak kettes 500 m | 2:05,86  | 5.       | 2:11,02  | 2.       | 2:04,31 | 8.       |

## Kerékpározás

### Országúti kerékpározás
| Versenyző                                                  | Versenyszám     | Idő                   | Helyezés |
| ---------------------------------------------------------- | --------------- | --------------------- | -------- |
| Andrzej Bławdzin                                           | Mezőnyverseny   | 4:39:51,83 (+0:00,20) | 77.      |
| Jan Kudra                                                  | Mezőnyverseny   | 4:39:51,74 (+0:00,11) | 13.      |
| Jan Magiera                                                | Mezőnyverseny   | 4:39:51,77 (+0:00,14) | 44.      |
| Rajmund Zieliński                                          | Mezőnyverseny   | 4:39:51,83 (+0:00,20) | 82.      |
| Józef Beker Andrzej Bławdzin Jan Magiera Rajmund Zieliński | Csapat időfutam | 2:31:44,70 (+5:13,51) | 11.      |

### Pálya-kerékpározás
Sprintverseny
| Versenyző     | Versenyszám  | 1. forduló                                         | 1. forduló | Vigaszág selejtező                                       | Vigaszág selejtező | Vigaszág döntő             | Vigaszág döntő | Nyolcaddöntő                                             | Nyolcaddöntő | Vigaszág selejtező     | Vigaszág selejtező | Vigaszág döntő       | Vigaszág döntő | Negyeddöntő                         | Elődöntő             | Döntő                | Helyezés |
| Versenyző     | Versenyszám  | Ellenfelek Győztes idő                             | Hely.      | Ellenfelek Győztes idő                                   | Hely.              | Ellenfél Győztes idő       | Hely.          | Ellenfelek Győztes idő                                   | Hely.        | Ellenfelek Győztes idő | Hely.              | Ellenfél Győztes idő | Hely.          | Ellenfél Győztes idő                | Ellenfél Győztes idő | Ellenfél Győztes idő | Helyezés |
| ------------- | ------------ | -------------------------------------------------- | ---------- | -------------------------------------------------------- | ------------------ | -------------------------- | -------------- | -------------------------------------------------------- | ------------ | ---------------------- | ------------------ | -------------------- | -------------- | ----------------------------------- | -------------------- | -------------------- | -------- |
| Zbysław Zając | Férfi egyéni | Mario Vanegas (COL) · Gordon Johnson (AUS) · 12,09 | 3.         | Nguyễn Văn Châu (VIE) · Amar Singh Billing (IND) · 12,31 | 1.                 | Oscar García (ARG) · 12,09 | 1.             | Valery Khitrov (URS) · Giovanni Pettenella (ITA) · 12,06 | 1.           |                        |                    |                      |                | Daniel Morelon (FRA) · 12,69, 12,18 | kiesett              | kiesett              | 5.       |

Időfutam
| Versenyző      | Versenyszám  | Idő     | Helyezés |
| -------------- | ------------ | ------- | -------- |
| Wacław Latocha | Férfi egyéni | 1:11,12 | 7.       |

Üldözőversenyek
| Versenyző         | Versenyszám  | Selejtező                    | Selejtező | Selejtező | Negyeddöntő                | Negyeddöntő | Negyeddöntő | Elődöntő     | Elődöntő  | Elődöntő | Döntő        | Döntő     | Helyezés |
| Versenyző         | Versenyszám  | Ellenfél Idő                 | Saját idő | Hely.     | Ellenfél Idő               | Saját idő   | Hely.       | Ellenfél Idő | Saját idő | Hely.    | Ellenfél Idő | Saját idő | Helyezés |
| ----------------- | ------------ | ---------------------------- | --------- | --------- | -------------------------- | ----------- | ----------- | ------------ | --------- | -------- | ------------ | --------- | -------- |
| Lucjan Józefowicz | Férfi egyéni | Georgio Ursi (ITA) · 5:01,41 | 5:05,01   | 2.        | Jiří Daler (TCH) · 5:00,70 | 5:07,08     | 2.          | kiesett      | kiesett   | kiesett  | kiesett      | kiesett   | 5.       |

## Kosárlabda
| Lengyel férfi kosárlabdacsapat-játékoskeret                                                                               | Lengyel férfi kosárlabdacsapat-játékoskeret                                                                          |
| --- | --- |
| - Tadeusz Blauth - Krystian Czernichowski - Zbigniew Dregier - Kazimierz Frelkiewicz - Bohdan Likszo - Mieczysław Łopatka | - Stanisław Olejniczak - Andrzej Perka - Jerzy Piskun - Andrzej Pstrokoński - Krzysztof Sitkowski - Janusz Wichowski |

### Eredmények
Csoportkör
A csoport
| Csapat              | M | Gy | V | P+  | P–  | Pk   |
| ------------------- | - | -- | - | --- | --- | ---- |
| Szovjetunió (URS)   | 7 | 7  | 0 | 562 | 424 | +138 |
| Puerto Rico (PUR)   | 7 | 5  | 2 | 493 | 454 | +39  |
| Lengyelország (POL) | 7 | 4  | 3 | 467 | 448 | +19  |
| Olaszország (ITA)   | 7 | 4  | 3 | 495 | 480 | +15  |
| Mexikó (MEX)        | 7 | 3  | 4 | 485 | 514 | –29  |
| Japán (JPN)         | 7 | 3  | 4 | 421 | 428 | –7   |
| Magyarország (HUN)  | 7 | 2  | 5 | 407 | 469 | –62  |
| Kanada (CAN)        | 7 | 0  | 7 | 408 | 521 | –113 |

| 1964. október 11. 13:45 | Lengyelország (POL) | 56 – 53 | Magyarország (HUN) |  |
| 1964. október 11. 13:45 | (34–26)             |         |                    |  |

| 1964. október 12. 12:15 | Lengyelország (POL) | 81 – 57 | Japán (JPN) |  |
| 1964. október 12. 12:15 | (32–27)             |         |             |  |

| 1964. október 13. 12:00 | Lengyelország (POL) | 61 – 58 | Olaszország (ITA) |  |
| 1964. október 13. 12:00 | (34–27)             |         |                   |  |

| 1964. október 14. 20:30 | Mexikó (MEX) | 71 – 70 | Lengyelország (POL) |  |
| 1964. október 14. 20:30 | (27–36)      |         |                     |  |

| 1964. október 16. 20:30 | Puerto Rico (PUR) | 66 – 60 | Lengyelország (POL) |  |
| 1964. október 16. 20:30 | (21–26)           |         |                     |  |

| 1964. október 17. 12:00 | Szovjetunió (URS) | 74 – 65 | Lengyelország (POL) |  |
| 1964. október 17. 12:00 | (38–25)           |         |                     |  |

| 1964. október 18. 12:00 | Lengyelország (POL) | 74 – 69 | Kanada (CAN) |  |
| 1964. október 18. 12:00 | (32–42)             |         |              |  |

Az 5–8. helyért
| 1964. október 20. 20:00 | Lengyelország (POL) | 82 – 69 | Uruguay (URU) |  |
| 1964. október 20. 20:00 | (37–36)             |         |               |  |

Az 5. helyért
| 1964. október 22. 20:00 | Olaszország (ITA) | 79 – 59 | Lengyelország (POL) |  |
| 1964. október 22. 20:00 | (44–29)           |         |                     |  |

| Csapat              | Helyezés |
| ------------------- | -------- |
| Lengyelország (POL) | 6.       |

## Ökölvívás
| Versenyző              | Versenyszám   | Selejtező         | 32-es főtábla                   | Nyolcaddöntő                   | Negyeddöntő                    | Elődöntő                                   | Döntő                            | Helyezés |
| Versenyző              | Versenyszám   | Ellenfél Eredmény | Ellenfél Eredmény               | Ellenfél Eredmény              | Ellenfél Eredmény              | Ellenfél Eredmény                          | Ellenfél Eredmény                | Helyezés |
| ---------------------- | ------------- | ----------------- | ------------------------------- | ------------------------------ | ------------------------------ | ------------------------------------------ | -------------------------------- | -------- |
| Artur Olech            | Légsúly       |                   | Sztefan Panajotov (BUL) · 3-2   | Papp Tibor (HUN) · 5-0         | Constantin Ciucă (ROU) · 5-0   | Sztanyiszlav Szorokin (URS) · visszalépett | Fernando Atzori (ITA) · 1-4      |          |
| Brunon Bendig          | Harmatsúly    |                   | Rainer Poser (EUA) · 3-2        | Karimu Young (NGR) · 2-3       | kiesett                        | kiesett                                    | kiesett                          | 9.       |
| Piotr Gutman           | Pehelysúly    |                   | Patrick Fitzsimmons (IRL) · 5-0 | Takajama Maszakuzu (JPN) · RSC | Anthony Villanueva (PHI) · RSC | kiesett                                    | kiesett                          | 5.       |
| Józef Grudzień         | Könnyűsúly    | erőnyerő          | Antero Halonen (FIN) · 4-1      | Alex Oundu (KEN) · 4-1         | Sztojan Pilicsev (BUL) · 5-0   | Ronald Harris (USA) · 4-1                  | Vilikton Barannyikov (URS) · 5-0 |          |
| Jerzy Kulej            | Kisváltósúly  | erőnyerő          | Roberto Amaya (ARG) · 5-0       | Richard McTaggart (GBR) · 4-1  | Iosif Mihalic (ROU) · 4-1      | Eddie Blay (GHA) · 5-0                     | Jevgenyij Frolov (URS) · 5-0     |          |
| Marian Kasprzyk        | Váltósúly     |                   | Misael Vilugrón (CHI) · 3-2     | Sikuru Alimi (NGR) · 5-0       | Hamada Kicsidzsiró (JPN) · 5-0 | Silvano Bertini (ITA) · 3-2                | Ričardas Tamulis (URS) · 4-1     |          |
| Józef Grzesiak         | Nagyváltósúly |                   | Massimo Bruschini (ITA) · 5-0   | Kurt Mattsson (FIN) · 5-0      | Vasile Mirza (ROU) · 4-1       | Borisz Lagutyin (URS) · 1-4                | kiesett                          |          |
| Tadeusz Walasek        | Középsúly     |                   | John Bukowski (AUS) · 5-0       | Juan Aguilar (ARG) · 5-0       | Ahmed Haszán (RAU) · 5-0       | Valerij Popencsenko (URS) · KO             | kiesett                          |          |
| Zbigniew Pietrzykowski | Félnehézsúly  |                   | erőnyerő                        | Ronald Holmes (JAM) · kizárták | Rafael Gargiulo (ARG) · 5-0    | Alekszej Kiszeljov (URS) · 1-4             | kiesett                          |          |
| Władysław Jędrzejewski | Nehézsúly     |                   |                                 | Vagyim Jemeljanov (URS) · RSC  | kiesett                        | kiesett                                    | kiesett                          | 9.       |

## Röplabda

### Női
| Lengyel női röplabdacsapat-játékoskeret | Lengyel női röplabdacsapat-játékoskeret                                                                           |
| --- | --- |
| - Hanna Krystyna Busz - Krystyna Czajkowska-Rawska - Marianna Golimowska - Barbara Hermela-Niemczyk - Krystyna Jakubowska - Danuta Kordaczuk | - Krystyna Krupa - Józefa Ledwig - Jadwiga Marko-Książek - Jadwiga Rutkowska - Maria Śliwka - Zofia Szczęśniewska |

#### Eredmények
Csoportkör
| 1964. október 12. 17:15 | Egyesült Államok (USA) | 0 – 3 | Lengyelország (POL) |  |
| 1964. október 12. 17:15 | (3–15, 4–15, 10–15)    |       |                     |  |

| 1964. október 13. 15:15 | Dél-Korea (KOR)     | 0 – 3 | Lengyelország (POL) |  |
| 1964. október 13. 15:15 | (5–15, 5–15, 11–15) |       |                     |  |

| 1964. október 15. 14:00 | Lengyelország (POL) | 0 – 3 | Szovjetunió (URS) |  |
| 1964. október 15. 14:00 | (9–15, 5–15, 5–15)  |       |                   |  |

| 1964. október 18. 13:50 | Lengyelország (POL)       | 1 – 3 | Japán (JPN) |  |
| 1964. október 18. 13:50 | (4–15, 5–15, 15–13, 2–15) |       |             |  |

| 1964. október 22. 19:15 | Románia (ROU)      | 0 – 3 | Lengyelország (POL) |  |
| 1964. október 22. 19:15 | (7–15, 6–15, 8–15) |       |                     |  |

|          |                        |      | Mérkőzések | Mérkőzések | Szettek | Szettek | Szettek | Pontok | Pontok | Pontok |
| Helyezés | Csapat                 | Pont | Gy         | V          | Sz+     | Sz–     | SzA     | P+     | P–     | PA     |
| -------- | ---------------------- | ---- | ---------- | ---------- | ------- | ------- | ------- | ------ | ------ | ------ |
| Arany    | Japán (JPN)            | 10   | 5          | 0          | 15      | 1       | 15,000  | 238    | 93     | 2,559  |
| Ezüst    | Szovjetunió (URS)      | 9    | 4          | 1          | 12      | 3       | 4,000   | 212    | 97     | 2,186  |
| Bronz    | Lengyelország (POL)    | 8    | 3          | 2          | 10      | 6       | 1,667   | 180    | 162    | 1,111  |
| 4.       | Románia (ROU)          | 7    | 2          | 3          | 6       | 9       | 0,667   | 140    | 172    | 0,814  |
| 5.       | Egyesült Államok (USA) | 6    | 1          | 4          | 3       | 12      | 0,250   | 98     | 213    | 0,460  |
| 6.       | Dél-Korea (KOR)        | 5    | 0          | 5          | 0       | 15      | 0,000   | 94     | 225    | 0,418  |

| Csapat              | Helyezés |
| ------------------- | -------- |
| Lengyelország (POL) |          |

## Sportlövészet
Férfi
| Versenyző           | Versenyszám                    | Pont | Helyezés |
| ------------------- | ------------------------------ | ---- | -------- |
| Józef Zapędzki      | Gyorstüzelő pisztoly           | 584  | 15.      |
| Kazimierz Kurzawski | Szabadpisztoly                 | 537  | 25.      |
| Stanisław Marucha   | Sportpuska, fekvő              | 591  | 16.      |
| Jerzy Nowicki       | Sportpuska, összetett          | 1147 | 5.       |
| Henryk Górski       | Sportpuska, összetett          | 1132 | 18.      |
| Henryk Górski       | Szabadpuska, összetett (300 m) | 1110 | 15.      |
| Adam Smelczyński    | Trap                           | 183  | 32.      |

## Súlyemelés
| Versenyző            | Versenyszám | Nyomás   | Nyomás   | Szakítás | Szakítás | Lökés    | Lökés    | Összesen | Helyezés |
| Versenyző            | Versenyszám | Eredmény | Helyezés | Eredmény | Helyezés | Eredmény | Helyezés | Összesen | Helyezés |
| -------------------- | ----------- | -------- | -------- | -------- | -------- | -------- | -------- | -------- | -------- |
| Henryk Trębicki      | 56 kg       | 105,0    | 4.       | 102,5    | 5.       | 135,0    | 5.       | 342,5    | 4.       |
| Rudolf Kozłowski     | 60 kg       | 110,0    | 8.       | 107,5    | 6.       | 140,0    | 5.       | 357,5    | 7.       |
| Mieczysław Nowak     | 60 kg       | 112,5    | 6.       | 115,0    | 2.       | 150,0    | 3.       | 377,5    |          |
| Waldemar Baszanowski | 67,5 kg     | 132,5    | 3.       | 135,0    | 1.       | 165,0    | 1.       | 432,5    |          |
| Marian Zieliński     | 67,5 kg     | 140,0    | 1.       | 120,0    | 4.       | 160,0    | 3.       | 420,0    |          |
| Jerzy Kaczkowski     | 82,5 kg     | 145,0    | 6.       | 135,0    | 4.       | 177,5    | 3.       | 457,5    | 4.       |
| Ireneusz Paliński    | 90 kg       | 150,0    | 4.       | 135,0    | 5.       | 182,5    | 1.       | 467,5    |          |

## Torna
Férfi
| Versenyző                                                                                       | Versenyszám      | Selejtező | Selejtező | Döntő    | Döntő    |
| Versenyző                                                                                       | Versenyszám      | Pontszám  | Helyezés  | Pontszám | Helyezés |
| ----------------------------------------------------------------------------------------------- | ---------------- | --------- | --------- | -------- | -------- |
| Jan Jankowicz                                                                                   | Talaj            | 18,60     | 35.       | kiesett  | kiesett  |
| Jan Jankowicz                                                                                   | Ugrás            | 18,60     | 84.       | kiesett  | kiesett  |
| Jan Jankowicz                                                                                   | Korlát           | 18,80     | 30.       | kiesett  | kiesett  |
| Jan Jankowicz                                                                                   | Nyújtó           | 18,75     | 31.       | kiesett  | kiesett  |
| Jan Jankowicz                                                                                   | Gyűrű            | 18,30     | 46.       | kiesett  | kiesett  |
| Jan Jankowicz                                                                                   | Lólengés         | 17,55     | 85.       | kiesett  | kiesett  |
| Jan Jankowicz                                                                                   | Egyéni összetett |           |           | 110,60   | 45.**    |
| Andrzej Konopka                                                                                 | Talaj            | 18,35     | 54.       | kiesett  | kiesett  |
| Andrzej Konopka                                                                                 | Ugrás            | 18,45     | 95.       | kiesett  | kiesett  |
| Andrzej Konopka                                                                                 | Korlát           | 18,30     | 72.       | kiesett  | kiesett  |
| Andrzej Konopka                                                                                 | Nyújtó           | 18,20     | 68.       | kiesett  | kiesett  |
| Andrzej Konopka                                                                                 | Gyűrű            | 18,20     | 54.       | kiesett  | kiesett  |
| Andrzej Konopka                                                                                 | Lólengés         | 17,20     | 94.       | kiesett  | kiesett  |
| Andrzej Konopka                                                                                 | Egyéni összetett |           |           | 108,70   | 75.*     |
| Mikołaj Kubica                                                                                  | Talaj            | 18,80     | 21.       | kiesett  | kiesett  |
| Mikołaj Kubica                                                                                  | Ugrás            | 19,10     | 19.       | kiesett  | kiesett  |
| Mikołaj Kubica                                                                                  | Korlát           | 18,70     | 41.       | kiesett  | kiesett  |
| Mikołaj Kubica                                                                                  | Nyújtó           | 19,10     | 12.       | kiesett  | kiesett  |
| Mikołaj Kubica                                                                                  | Gyűrű            | 18,80     | 18.       | kiesett  | kiesett  |
| Mikołaj Kubica                                                                                  | Lólengés         | 18,70     | 17.       | kiesett  | kiesett  |
| Mikołaj Kubica                                                                                  | Egyéni összetett |           |           | 113,20   | 16.      |
| Wilhelm Kubica                                                                                  | Talaj            | 18,55     | 38.       | kiesett  | kiesett  |
| Wilhelm Kubica                                                                                  | Ugrás            | 18,75     | 54.       | kiesett  | kiesett  |
| Wilhelm Kubica                                                                                  | Korlát           | 18,00     | 92.       | kiesett  | kiesett  |
| Wilhelm Kubica                                                                                  | Nyújtó           | 19,05     | 14.       | kiesett  | kiesett  |
| Wilhelm Kubica                                                                                  | Gyűrű            | 18,35     | 42.       | kiesett  | kiesett  |
| Wilhelm Kubica                                                                                  | Lólengés         | 18,40     | 40.       | kiesett  | kiesett  |
| Wilhelm Kubica                                                                                  | Egyéni összetett |           |           | 111,10   | 35.*     |
| Alfred Kucharczyk                                                                               | Talaj            | 18,85     | 18.       | kiesett  | kiesett  |
| Alfred Kucharczyk                                                                               | Ugrás            | 19,30     | 6.        | kiesett  | kiesett  |
| Alfred Kucharczyk                                                                               | Korlát           | 17,60     | 101.      | kiesett  | kiesett  |
| Alfred Kucharczyk                                                                               | Nyújtó           | 18,60     | 42.       | kiesett  | kiesett  |
| Alfred Kucharczyk                                                                               | Gyűrű            | 18,50     | 35.       | kiesett  | kiesett  |
| Alfred Kucharczyk                                                                               | Lólengés         | 18,20     | 54.       | kiesett  | kiesett  |
| Alfred Kucharczyk                                                                               | Egyéni összetett |           |           | 111,05   | 37.*     |
| Aleksander Rokosa                                                                               | Talaj            | 18,85     | 18.       | kiesett  | kiesett  |
| Aleksander Rokosa                                                                               | Ugrás            | 18,85     | 42.       | kiesett  | kiesett  |
| Aleksander Rokosa                                                                               | Korlát           | 18,80     | 30.       | kiesett  | kiesett  |
| Aleksander Rokosa                                                                               | Nyújtó           | 18,75     | 31.       | kiesett  | kiesett  |
| Aleksander Rokosa                                                                               | Gyűrű            | 18,60     | 28.       | kiesett  | kiesett  |
| Aleksander Rokosa                                                                               | Lólengés         | 18,10     | 67.       | kiesett  | kiesett  |
| Aleksander Rokosa                                                                               | Egyéni összetett |           |           | 111,95   | 25.      |
| Jan Jankowicz Andrzej Konopka Mikołaj Kubica Wilhelm Kubica Alfred Kucharczyk Aleksander Rokosa | Csapat összetett |           |           | 559,50   | 5.       |

Női
| Versenyző                                                                                              | Versenyszám      | Selejtező | Selejtező | Döntő    | Döntő    |
| Versenyző                                                                                              | Versenyszám      | Pontszám  | Helyezés  | Pontszám | Helyezés |
| --- | ---------------- | --------- | --------- | -------- | -------- |
| Elżbieta Apostolska                                                                                    | Talaj            | 18,533    | 36.       | kiesett  | kiesett  |
| Elżbieta Apostolska                                                                                    | Ugrás            | 18,533    | 38.       | kiesett  | kiesett  |
| Elżbieta Apostolska                                                                                    | Felemás korlát   | 18,133    | 48.       | kiesett  | kiesett  |
| Elżbieta Apostolska                                                                                    | Gerenda          | 18,632    | 28.       | kiesett  | kiesett  |
| Elżbieta Apostolska                                                                                    | Egyéni összetett |           |           | 73,831   | 37.*     |
| Gerda Bryłka                                                                                           | Talaj            | 18,799    | 20.       | kiesett  | kiesett  |
| Gerda Bryłka                                                                                           | Ugrás            | 18,799    | 23.       | kiesett  | kiesett  |
| Gerda Bryłka                                                                                           | Felemás korlát   | 18,233    | 45.       | kiesett  | kiesett  |
| Gerda Bryłka                                                                                           | Gerenda          | 18,732    | 21.       | kiesett  | kiesett  |
| Gerda Bryłka                                                                                           | Egyéni összetett |           |           | 74,563   | 28.*     |
| Barbara Eustachiewicz                                                                                  | Talaj            | 18,599    | 33.       | kiesett  | kiesett  |
| Barbara Eustachiewicz                                                                                  | Ugrás            | 18,533    | 38.       | kiesett  | kiesett  |
| Barbara Eustachiewicz                                                                                  | Felemás korlát   | 18,633    | 24.       | kiesett  | kiesett  |
| Barbara Eustachiewicz                                                                                  | Gerenda          | 18,432    | 39.       | kiesett  | kiesett  |
| Barbara Eustachiewicz                                                                                  | Egyéni összetett |           |           | 74,197   | 33.      |
| Dorota Miler                                                                                           | Talaj            | 18,199    | 51.       | kiesett  | kiesett  |
| Dorota Miler                                                                                           | Ugrás            | 18,700    | 28.       | kiesett  | kiesett  |
| Dorota Miler                                                                                           | Felemás korlát   | 18,100    | 51.       | kiesett  | kiesett  |
| Dorota Miler                                                                                           | Gerenda          | 18,466    | 35.       | kiesett  | kiesett  |
| Dorota Miler                                                                                           | Egyéni összetett |           |           | 73,465   | 43.      |
| Gizela Niedurny                                                                                        | Talaj            | 18,500    | 37.       | kiesett  | kiesett  |
| Gizela Niedurny                                                                                        | Ugrás            | 18,066    | 65.       | kiesett  | kiesett  |
| Gizela Niedurny                                                                                        | Felemás korlát   | 18,133    | 48.       | kiesett  | kiesett  |
| Gizela Niedurny                                                                                        | Gerenda          | 17,666    | 68.       | kiesett  | kiesett  |
| Gizela Niedurny                                                                                        | Egyéni összetett |           |           | 72,365   | 56.      |
| Małgorzata Wilczek                                                                                     | Talaj            | 18,699    | 24.       | kiesett  | kiesett  |
| Małgorzata Wilczek                                                                                     | Ugrás            | 18,866    | 18.       | kiesett  | kiesett  |
| Małgorzata Wilczek                                                                                     | Felemás korlát   | 18,299    | 42.       | kiesett  | kiesett  |
| Małgorzata Wilczek                                                                                     | Gerenda          | 18,699    | 22.       | kiesett  | kiesett  |
| Małgorzata Wilczek                                                                                     | Egyéni összetett |           |           | 74,563   | 28.*     |
| Elżbieta Apostolska Gerda Bryłka Barbara Eustachiewicz Dorota Miler Gizela Niedurny Małgorzata Wilczek | Csapat összetett |           |           | 371,287  | 7.       |

* - egy másik versenyzővel azonos eredményt ért el

** - két másik versenyzővel azonos eredményt ért el

## Vívás
Férfi
| Versenyző                                                                            | Versenyszám       | Csoportkör | Csoportkör | Csoportkör | Csoportkör | Elődöntő                      | Elődöntő                          | Elődöntő                            | Döntő                                                                                  | Helyezés    |
| Versenyző                                                                            | Versenyszám       | 1. kör | 1. kör     | 2. kör | 2. kör     | 3. kör                        | 4. kör                            | 5. kör                              | Döntő                                                                                  | Helyezés    |
| Versenyző                                                                            | Versenyszám       | Ellenfél Eredmény | Hely.      | Ellenfél Eredmény | Hely.      | Ellenfél Eredmény             | Ellenfél Eredmény                 | Ellenfél Eredmény                   | Ellenfél Eredmény                                                                      | Helyezés    |
| ------------------------------------------------------------------------------------ | ----------------- | --- | ---------- | --- | ---------- | ----------------------------- | --------------------------------- | ----------------------------------- | -------------------------------------------------------------------------------------- | ----------- |
| Egon Franke                                                                          | Tőr, egyéni       | C. csoport · Mano Kazuo (JPN) · 3-5 · Gyuricza József (HUN) · 5-3 · Allan Jay (GBR) · 5-1 · Sin Duho (Sin Du-ho) (KOR) · 5-0 · Jesús Taboada (ARG) · 5-1                                                                  | 2.         | B. csoport · Mark Midler (URS) · 4-5 · Bill Hoskyns (GBR) · 5-1 · Tabucsi Kazuhiko (JPN) · 5-4 · Michael Ryan (IRL) · 5-1 · Moustafa Soheim (RAU) · 3-5                                                                                               | 3.         | erőnyerő                      | Albert Axelrod (USA) · 10-9       | Bill Hoskyns (GBR) · 10-4           | Jean-Claude Magnan (FRA) · 5-4 · Daniel Revenu (FRA) · 5-4 · Roland Losert (AUT) · 5-1 |             |
| Ryszard Parulski                                                                     | Tőr, egyéni       | B. csoport · Moustafa Soheim (RAU) · 5-3 · Ókava Heizaburó (JPN) · 5-3 · Enrique Penabella (CUB) · 5-4 · Ivan Lund (AUS) · 5-3 · Mario Curletto (ITA) · 4-5                                                               | 2.         | E. csoport · Albert Axelrod (USA) · 4-5 · Szabó Sándor (HUN) · 2-5 · Allan Jay (GBR) · 5-4 · Nasser Madani (IRI) · 5-0 · Jacky Courtillat (FRA) · 4-5 · Rájátszás: · Allan Jay (GBR) · 2-5 · Nasser Madani (IRI) · 3-5 · Jacky Courtillat (FRA) · 5-1 | 5.         | kiesett                       | kiesett                           | kiesett                             | kiesett                                                                                | helyezetlen |
| Witold Woyda                                                                         | Tőr, egyéni       | H. csoport · Haukler István (ROU) · 4-5 · Pasquale La Ragione (ITA) · 5-3 · Tim Gerresheim (EUA) · 5-3 · Brian McCowage (AUS) · 5-2 · Dibier Tamayo (COL) · 5-0 · Ronnie Theseira (MAS) · 5-1                             | 2.         | A. csoport · German Szvesnyikov (URS) · 4-5 · Ion Drîmbă (ROU) · 5-4 · Mario Curletto (ITA) · 5-0 · Alexander Leckie (GBR) · 5-2 · Gyuricza József (HUN) · 3-5                                                                                        | 3.         | erőnyerő                      | Daniel Revenu (FRA) · 6-10        | kiesett                             | kiesett                                                                                | 9.          |
| Wiesław Glos                                                                         | Párbajtőr, egyéni | H. csoport · Bill Hoskyns (GBR) · 2-5 · Nemere Zoltán (HUN) · 2-5 · Sin Duho (Sin Du-ho) (KOR) · 3-5 · Paul Pesthy (USA) · 5-3 · Araki Tosiaki (JPN) · 5-4 · Aquiles Gloffka (CHI) · 5-3 · Jesús Taboada (ARG) · 5-3      | 5.         | A. csoport · Kulcsár Győző (HUN) · 4-5 · Hassan El-Said (LIB) · 1-5 · Giuseppe Delfino (ITA) · 5-5 · Hans Lagerwall (SWE) · 5-3 · John Bouchier-Hayes (IRL) · 5-0 · Tabucsi Kazuhiko (JPN) · 4-5                                                      | 5.         | kiesett                       | kiesett                           | kiesett                             | kiesett                                                                                | helyezetlen |
| Bohdan Gonsior                                                                       | Párbajtőr, egyéni | D. csoport · Michel Saykali (LIB) · 5-3 · Rudolf Trost (AUT) · 5-5 · Haukler István (ROU) · 5-4 · Frank Anger (USA) · 5-2 · John Andru (CAN) · 5-2 · Shahpour Zarnegar (IRI) · 5-2 · Gianluigi Saccaro (ITA) · 4-5        | 1.         | D. csoport · Dietrich Hecke (EUA) · 5-3 · Bruno Habārovs (URS) · 5-1 · Ókava Heizaburó (JPN) · 5-3 · Claudio Polledri (SUI) · 5-3 · Rudolf Trost (AUT) · 3-5 · Nemere Zoltán (HUN) · 2-5                                                              | 1.         | erőnyerő                      | Dietrich Hecke (EUA) · 10-5       | Hrihorij Krissz (URS) · 3-10        | Az 5–6. helyért · Orvar Lindwall (SWE) · 10-7 · Claude Bourquard (FRA) · 10-3          | 5.          |
| Henryk Nielaba                                                                       | Párbajtőr, egyéni | C. csoport · Peter Jacobs (GBR) · 4-5 · Guram Kosztava (URS) · 5-0 · John Bouchier-Hayes (IRL) · 5-3 · Joseph Gemayel (LIB) · 5-2 · Francisco Serp (ARG) · 5-1 · Bizhan Zarnegar (IRI) · 5-0 · Orvar Lindwall (SWE) · 2-5 | 2.         | F. csoport · Franz Rompza (EUA) · 5-1 · Walter Bar (SUI) · 5-2 · John Humphreys (AUS) · 5-2 · Allan Jay (GBR) · 5-1 · Paul Pesthy (USA) · 3-5 | 1.         | John Humphreys (AUS) · 10-5   | Claude Bourquard (FRA) · 7-10     | kiesett                             | kiesett                                                                                | 9.          |
| Emil Ochyra                                                                          | Kard, egyéni      | F. csoport · Marcel Parent (FRA) · 2-5 · Walter Köstner (EUA) · 5-3 · Alexander Leckie (GBR) · 5-3 · Henry Sommerville (AUS) · 5-4 · John Bouchier-Hayes (IRL) · 5-1                                                      | 2.         | D. csoport · Bakonyi Péter (HUN) · 5-3 · Cesare Salvadori (ITA) · 5-4 · Tănase Mureșanu (ROU) · 5-4 · Hámori Jenő (USA) · 5-2 · Ralph Cooperman (GBR) · 5-2 · Ignacio Posada (COL) · 5-2 · Enrique Penabella (CUB) · 5-0                              | 1.         | Cesare Salvadori (ITA) · 10-6 | Umjar Mavlihanov (URS) · 9-10     |                                     | Az 5–6. helyért · Walter Köstner (EUA) · 10-5 · Marcel Parent (FRA) · 10-5             | 5.          |
| Jerzy Pawłowski                                                                      | Kard, egyéni      | B. csoport · Hámori Jenő (USA) · 5-1 · Cesare Salvadori (ITA) · 5-3 · Octavian Vintilă (ROU) · 5-2 · Jan Boutmy (AHO) · 5-1 · Nguyễn The Loc (VIE) · 5-0 · Ronnie Theseira (MAS) · 5-0                                    | 1.         | B. csoport · Umjar Mavlihanov (URS) · 5-1 · Jacques Lefèvre (FRA) · 5-4 · Ion Drîmbă (ROU) · 5-1 · Jürgen Theuerkauff (EUA) · 5-2 · Sibata Szeidzsi (JPN) · 5-2 · Alexander Leckie (GBR) · 5-2 · Kovács Attila (HUN) · 3-5                            | 1.         | Walter Köstner (EUA) · 9-10   | kiesett                           |                                     | kiesett                                                                                | 9.          |
| Andrzej Piątkowski                                                                   | Kard, egyéni      | C. csoport · Wladimiro Calarese (ITA) · 5-4 · Örley Tamás (USA) · 5-3 · Sibata Szeidzsi (JPN) · 5-1 · Robert Foxcroft (CAN) · 5-0 · Houshmand Almasi (IRI) · 5-0                                                          | 1.         | C. csoport · Mark Rakita (URS) · 3-5 · Claude Arabo (FRA) · 3-5 · Walter Köstner (EUA) · 1-5 · Pierluigi Chicca (ITA) · 3-5 · Örley Tamás (USA) · 5-4 · Alberto Lanteri (ARG) · 5-3 · Kitao Teruhiro (JPN) · 5-1                                      | 6.         | kiesett                       | kiesett                           |                                     | kiesett                                                                                | helyezetlen |
| Egon Franke Ryszard Parulski Janusz Różycki Zbigniew Skrudlik Witold Woyda           | Tőr, csapat       | B. csoport · Nagy-Britannia (GBR) · 9-5 · Ausztrália (AUS) · 13-3 | 1.         | |            |                               | Románia (ROU) · 9-2               | Japán (JPN) · 9-4                   | Szovjetunió (URS) · 7-9                                                                |             |
| Bohdan Andrzejewski Bohdan Gonsior Henryk Nielaba Jerzy Pawłowski Mikołaj Pomarnacki | Párbajtőr, csapat | E. csoport · Dél-Korea (KOR) · 14-2 | 1.         | |            | erőnyerő                      | Olaszország (ITA) · 6-9           | Az 5–6. helyért · Svájc (SUI) · 9-5 | Az 5. helyért · Egyesült Német Csapat (EUA) · 8 (66)-8 (62)                            | 5.          |
| Emil Ochyra Jerzy Pawłowski Andrzej Piątkowski Wojciech Zabłocki Ryszard Zub         | Kard, csapat      | D. csoport · Irán (IRI) · 16-0 | 1.         | |            |                               | Egyesült Német Csapat (EUA) · 9-6 | Szovjetunió (URS) · 7-9             | Bronzmérkőzés · Franciaország (FRA) · 8 (60)-8 (59)                                    |             |